# Petteri Nokelainen
Petteri Nokelainen (ur. 16 stycznia 1986 w Imatra) – fiński hokeista, reprezentant Finlandii.

## Kariera
- SaiPa U16 (2000–2002)
- SaiPa U18 (2002)
- SaiPa U20 (2002–2003)
- SaiPa (2003–2005)
  -  Suomi U20 (2004)
- New York Islanders (2005–2006)
- Bridgeport Sound Tigers (2006–2007)
- Boston Bruins (2007–2009)
  -  Providence Bruins (2008)
- Anaheim Ducks (2009–2010)
- Phoenix Coyotes (2010)
- Jokerit (2010–2011)
- Phoenix Coyotes (2011)
- Montréal Canadiens (2011–2013)
- Brynäs IF (2013–2014)
- Torpedo Niżny Nowogród (2014)
- SaiPa (2015/2016)

Wychowanek klubu Ketterä. Wieloletni zawodnik SaiPa. Od października 2011 roku formalnie zawodnik Montréal Canadiens. W czerwcu 2012 roku przedłużył kontrakt z klubem o rok. W sierpniu 2013 został zawodnikiem szwedzkiego klubu Brynäs IF. Od maja 2014 zawodnik Torpedo Niżny Nowogród. Pod koniec listopada 2014 jego kontrakt został rozwiązany z uwagi na kontuzję. Od lipca 2015 ponownie zawodnik SaiPa. W sezonie Liiga (2015/2016) występował po raz ostatni, po czym przerwał występy, aczkolwiek nie ogłosił zakończenia kariery.
Uczestniczył w turnieju mistrzostw świata w 2011.

## Sukcesy

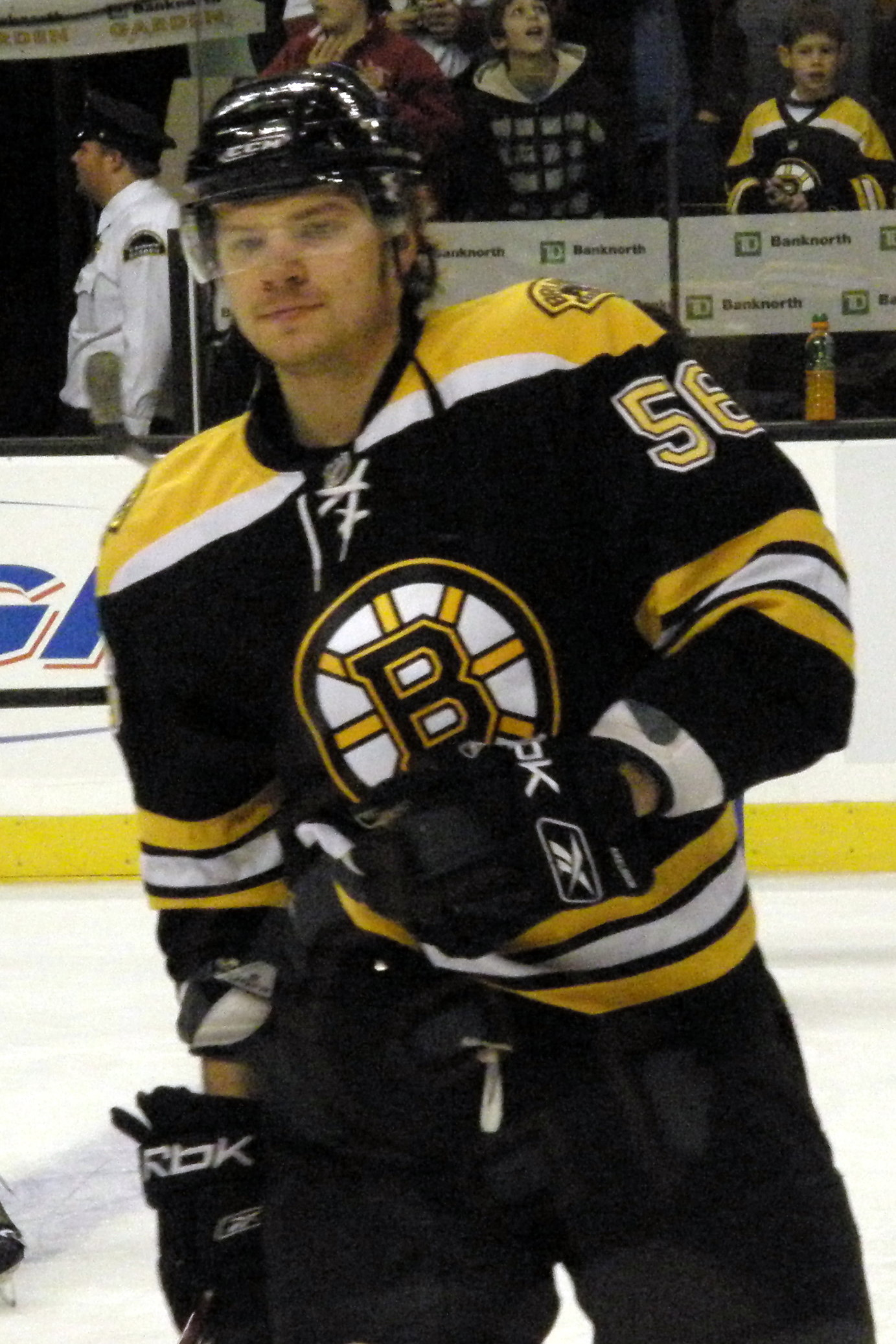
Petteri Nokelainen w barwach Boston Bruins (2007)

Reprezentacyjne
- Brązowy medal mistrzostw świata juniorów do lat 20: 2004
- Złoty medal mistrzostw świata: 2011

Klubowe
- Mistrzostwo dywizji NHL: 2009 z Boston Bruins
- Drugie miejsce w European Trophy: 2011 z Jokeritem

Indywidualne
- Mistrzostwa świata juniorów do lat 18 w 2004:
  - Pierwsze miejsce w klasyfikacji asystentów turnieju: 6 asyst (ex aequo z siedmioma innymi)
  - Pierwsze miejsce w klasyfikacji kanadyjskiej turnieju: 11 punktów (ex aequo z Lauri Korpikoski, Lauri Tukonen, Roman Wołoszczenko)

Indywidualne
- Mistrzostwa Świata w Hokeju na Lodzie 2011/Elita:
  - Zwycięski gol w meczu finałowym przeciw Szwecji (na 2:1, czas 42:35), wygranym przez Finlandię 6:1 (15 maja 2011)[7][8]